# Veritas vincit
Veritas vincit (auch Veritas vincit (Die Wahrheit siegt!). Eine Filmtrilogie) ist ein dreiteiliger deutscher Spielfilm von Joe May aus dem Jahr 1918. Alle drei weiblichen Hauptrollen spielt Mays Ehefrau Mia May. Die Produktion gilt als der erste Monumentalfilm der deutschen Filmgeschichte.

## Handlung
Veritas vincit ist ein vor allem bezüglich der Ausstattung aufwändiger Historienfilm, der in drei gleichnishaften Episoden den immerwährenden Sieg der Wahrheit über die Lüge zu illustrieren versucht. Der erste Teil spielt im antiken Rom zur Zeit des Decius. Der zweite, mittelalterliche Teil ist in einem kleinen Städtchen rund um das Jahr 1500 angesiedelt. Der dritte und letzte Teil findet an einem kleinen europäischen Fürstenhof kurz vor Ausbruch des Ersten Weltkriegs statt.
In den ersten beiden Teilen besiegeln die handelnden Personen durch Unaufrichtigkeiten ihr Schicksal, das aufgrund dieser Lügen eine tragische Wendung nimmt. In der letzten, „modernen“ Episode lernt die Protagonistin aus den Fehlern der Vergangenheit. Mit ihrem Bekenntnis zur Wahrheit rettet sie ihre Liebe und überwindet alle gesellschaftlichen Vorurteile. Die die drei Episoden verbindenden Leitmotive sind ein magischer Ring und das Thema der Seelenwanderung.

## Produktion
Der Film mit einer Länge von acht Akten entstand in den letzten Monaten des Ersten Weltkriegs, von Juli bis September 1918.
Die Herstellungskosten betrugen bis zu 750.000 Mark.
Mia May und Johannes Riemann sind als einzige der Darsteller in allen drei Episoden zu sehen.
Der Film passierte die Zensur im Januar 1919 mit Kinderverbot. Seine Uraufführung erlebte er am 4. April 1919 in Berlin (U.T. Kurfürstendamm und Kammerlichtspiele).
Paul Leni entwarf die umfangreichen und beeindruckenden Filmbauten. Sie wurden von Siegfried Wroblewsky, der die Bauleitung innehatte, umgesetzt. Die Bauten entstanden im Greenbaum-Film-Atelier in Berlin-Weißensee sowie auf dem Gelände der Trabrennbahn im selben Stadtteil.
Weitere Aufnahmen entstanden in der Nationalgalerie und im Alten Museum sowie auf Schloss Solitude.
Die Kostüme belieferte die Firma F. & A. Diringer aus München.

## Kritiken
Die zeitgenössische Kritik fand lobende Worte für Mays ersten ambitionierten Großfilm:
In einer Vorabbesprechung heißt es in Der Kinematograph nach Ansicht der ersten Szenen: „Nach dem bisher vorliegenden Material sind besonders die Klassenszenen, an denen bis 1500 Personen mitwirkten, trefflich gelungen, die – fast möchte man sagen – farbenprächtigen Bilder aus dem alten Rom „Der Triumphzug“, „Die Gärten des Dezius“, „Das römische Bacchanal“, „Die mittelalterlichen Kulturbilder“, „Das Fest auf der Freuden-Au“ und die modernen großen Szenen „Im Hause des Inders“, „Auf Schloß Solitut“, „Auf der Wildkanzel“ und „Die Gerichtssitzung“. Die hervorragende Besetzung sämtlicher Rollen mit ersten Schauspielern, voran Mia May und Johannes Riemann, haben Spielwirkungen von bisher nicht erreichter Stärke ergeben, so dass der Regisseur und die Autoren (Ruth Goetz und Richard Hutter) mit dem Erfolg, den ihr Werk erzielen wird, zufrieden sein können. Künstlerisch und eigenartig wie alles bei diesem Film, der auch in seinem Kostenaufwand alles bisher Dagewesene übertrifft – man spricht von einer halben Million –, ist auch die von Richard Hutter verfaßte Inhaltsangabe des Stückes, welche durch ihre poetische Form von Interesse ist.“
Carl Boese, selbst Filmregisseur, schrieb in Der Film: „Sechs Monate wartete die deutsche Filmindustrie, das deutsche und zumal das Berliner Publikum auf den Augenblick, da der gewaltigste deutsche Film in die Öffentlichkeit gelangen sollte – bis Presse und Anschlagsäule, bis überlebensgroße Plakate und gar Flugzeuge den Berlinern den Termin bekanntgaben, an welchem „Veritas vincit“ aus der Taufe gehoben werden sollte. Der 4. April: ein Denktag für die deutsche Filmindustrie. Weil wir an diesem Tage vor der Öffentlichkeit bewiesen haben, daß wir den Mut und die Mittel, das Können und die Köpfe haben, es „dem gefürchteten Ausland“ gleichzutun... Joe May hat für die Universum-Film-Aktiengesellschaft diesen Film inszeniert. Den größten deutschen Film. Ein Werk, welches wie die berühmten Vorbilder „Quo vadis“, „Cleopatra“ und andere Weltruhm erringen wird. Joe May hat wohl die Hauptarbeit geleistet und trägt das Hauptverdienst. Sowohl in den glänzend gegliederten und bewegten Massenszenen wie in der Stilsicherheit, sowohl im fein ausgearbeiteten Spiel der Ensembleszenen wie in den tausend Einfällen oft kleinster Nuance zeigt sich die sichere, zielbewußte Größe dieses Regisseurs, der mit diesem Film wohl sein Meisterwerk schuf und damit einen Erfolg an ideellem Werte für sich selbst wie für eine ganze Industrie errang, wie er bisher beispiellos ist. Die Ausstattung des Films besorgte Paul Leni. Dank der für deutsche Verhältnisse grandiosen Mittel konnte er auch Grandioses schaffen.“ und resümierte an gleicher Stelle: „Der deutsche Film ist auf der Höhe!“.
Heinrich Fraenkels Unsterblicher Film erinnerte: May „war es, der mit Veritas Vincit -- Kostenpunkt eine Viertelmillion -- die Periode der „Monumentalfilme“ einleitete; denn er zog nicht nur mit seiner Mia, mit Harry Liedtke (sic !) und sonstiger Starbesetzung ins Atelier, sondern auch mit Hunderten von Komparsen und einem lebendigen Löwen, der sich von der in wallenden Gewändern gehüllten Mia am Hals kraulen ließ.“
In Oskar Kalbus’ Vom Werden deutscher Filmkunst heißt es: „Dreiviertel Millionen Mark stellte die Ufa dem Regisseur Joe May für die Filmtrilogie „Veritas vincit“ (1918) zur Verfügung, um in monatelanger Arbeit mit einem Riesenaufwand von Ausstattung und bisher ungekannten Massen von Schauspielern und Komparsen ein Dokument deutscher Filmkunst zu schaffen: in drei verschiedenen Zeitaltern spielt sich eine Liebesgeschichte auf dem Hintergrund der Lehre von der Seelenwanderung ab. Paul Leni führt für diesen Zweck die gewaltigsten Bauten des alten Rom in Tempelhof bei Berlin auf, die alte Stadt mit ihren Triumphzügen, ihren Arenaspielen, ihren prunkvollen Festgelagen und blutigen Christenverfolgungen, Riesenbilder eines geschichtlichen Bilderbuchs, alles echt bis in die letzten Einzelheiten des historischen Kostüms, echt selbst die Löwen des blutlüsternen Nero.“
Kay Wenigers „Es wird im Leben dir mehr genommen als gegeben…“ erinnerte in Mays Biografie noch einmal an seine mit Veritas vincit geleistete Pionierarbeit: „Mit dem epischen Episodenwerk „Veritas Vincit“ entstand der erste einer Reihe von wuchtigen Monumentalfilmen, in denen Ausstattung und Prachtentfaltung, Massenszenen und inszenatorischer Einfallsreichtum den Gesamteindruck bestimmten.“